# Alocasia perakensis
Alocasia perakensis — многолетнее вечнозелёное травянистое растение, вид рода Алоказия (Alocasia) семейства Ароидные (Araceae).

## Ботаническое описание
Вечнозелёные травы до 75 см высотой.
Стебель от полувертикального до полегающего.

### Листья
Листья распределены по всему стеблю, с нерегулярно встречающимися катафиллами до 8 см длиной, при высыхании красно-коричневого цвета. Черешки около 40 см длиной, вложенные на ¼ во влагалища, от серо-зелёных до фиолетово-коричневых. Листовые пластинки от овальных до эллиптических, от кожистых до толсто-кожистых и полусуккулентных, широко-заострённые на вершине, остриё около 1,5 см длиной, края цельные, иногда в нижней части извилистые. Первичные боковые жилки по 2—3(4) с каждой стороны, отклонены от центральной жилки примерно на 45—60°, собираются в общую краевую жилку примерно в 1 мм от края; вторичные жилки не формируют общие межпервичные жилки, в основном незаметные, как и первичные вены с верхней стороны утоплены в высушенных листьях. Нижние доли полностью сросшиеся за исключением мелкой выемки, изредка острой до 1см глубиной.

### Соцветия и цветки
Соцветия по одному или по два. Цветоножка равна половине или почти равна черешкам. Покрывало около 6 см длиной. Трубка яйцевидная, около 3 см длиной. Пластинка покрывала узко-овальная, около 3 см длиной, сначала вертикальная, затем согнутая, зеленовато-белая.
Початок короче покрывала, около 5 см длиной, на ножке до 4 мм длиной. Женская цветочная зона около 7 мм длиной; завязь шаровидная, около 2,5 мм в диаметре; столбик 1,5 мм длиной; рыльце двух-, трёхлопастное; лопасти тупые, глубоковыемчатые и вертикальные, глубоко-жёлтые. Стерильная зона 2,5 мм длиной, состоит из одного витка синандродиев. Мужская цветочная зона 1,5 см длиной, полность в пределах трубки, коническая, 8 мм в диаметре, сужающаяся до 5 мм на вершине, соответствующей перетяжке покрывала; синандрии с 3—5 тычинками, около 4 мм в диаметре, более-менее шестиугольные. Придаток более-менее цилиндрический, около 4 мм в диаметре, 2,5 см длиной, с глубокими бороздками, от белого до желтоватого.

### Плоды
Плодоносящая зона около 4 см длиной. Плоды — ярко-красные, эллиптические ягоды, 1 см длиной и 0,4 см в диаметре.

## Распространение
Встречается в Юго-Восточной Азии: Таиланд, полуостровная Малайзия.
Растёт в горных лесах, среди лесной подстилки и на скалах, на высоте от 1100 до 1525 м над уровнем моря.